# Галіндо Гарсес
Галіндо Гарсес (араг. Galindo García; д/н — бл. 798) — правитель Сіртанії і Арагону. Засновник династії Галіндес.

## Життєпис
Про походження відсутні достеменні відомості. Десь після 781 року внаслідок повалення Галіндо Веласкотенеса, правителя Сіртанії, був поставлений керувати цією областю. Підпорядковувався валі Хаки, що походили з роду Бану Салама.
Близько 798 року ймовірно втратив владу внаслідок вторгнення франків на чолі із Вільгельмом Тулузьким. Новим правителем Сіртанії (Арагону) став Авреоло.